# Thylamys elegans
Thylamys elegans là một loài động vật có vú trong họ Didelphidae, bộ Didelphimorphia. Loài này được Waterhouse mô tả năm 1839.

## Hình ảnh